# Virginia International Raceway
Le Virginia International Raceway connu aussi sous le nom de VIR est un circuit de sports mécaniques situé à Alton, à proximité de Danville, dans l'état de Virginie aux États-Unis.